# Jöns Olsson i Nordanå
Jöns Olsson (i riksdagen kallad Olsson i Nordanå), född 24 oktober 1825 i Görslövs församling, Malmöhus län, död där 25 oktober 1870, var en svensk lantbrukare och politiker.
Olsson var ledamot av riksdagens andra kammare 1867–1869, invald i Bara härads valkrets i Malmöhus län samt 1870, invald i Bara och Torna häraders valkrets i samma län. Han tillhörde Lantmannapartiet. I riksdagen skrev han 11 egna motioner, bl.a. om villkoren för arrendatorer av akademihemman
, att vissa skrivelser till myndigheter och domstolar ej fick sändas med posten.